# Patrice Meyer
Patrice Meyer (Straatsburg, 18 december 1957) is een Franse progressieve rock-, fusion- en Jazzgitarist.
Meyer begon op zijn tiende als autodidact gitaar te spelen. Van 1979 tot 1981 speelde hij met Henri Texier en Bernard Lubat, ook gaf hij soloconcerten en verzorgde hij het voorprogramma van concerten van Jim Hall. Sinds de jaren 80 werkte hij o.a. in een kwartet met Hugh Hopper, Pip Pyle en Sophia Domancich en in Hopper's FrangloDutch Band (met Richard Sinclair en Pierre Moerlen). In 1995 toerde hij in de groep Equip Out met Pyle, Paul Rogers en Elton Dean, later ook met Didier Malherbe en Djivan Gasparyan. Onder eigen naam maakte hij meerdere albums, zoals Racines crooisées (1983, met Philippe Petit, Patrick Morgenthaler, Henri Texier en Jacques Mahieux) en Dromadaire Viennois (1986). In 2001 verscheen de met John Greaves en Marcel Ballot opgenomen trio-plaat On the Street Where You Live, een album met jazzstandards als "All the Things You Are“, "It’s Only a Paper Moon“, "Over the Rainbow“ en "My Favorite Things“.